# 宽苞刺头菊
宽苞刺头菊（学名：Cousinia platylepis）是菊科刺头菊属的植物。分布于俄罗斯以及中国大陆的新疆等地，生长于海拔1,000米至2,000米的地区，一般生于河边、河谷石滩及阳坡灌丛，目前尚未由人工引种栽培。